# Angharad Tomos
Angharad Tomos (* 19. července 1958 Llanwnda u Caernarfonu)  je velšská spisovatelka, publicistka a jazyková aktivistka, prosazující velštinu.

## Život
Narodila se nedaleko Bangoru a vyrůstala ve městě Caernarfon v rodině se čtyřmi sestrami. Studovala na Aberystwythské univerzitě, ale studium nedokončila. V té době se stala členkou jazykové společnosti Cymdeithas yr Iaith Gymraeg. Později studovala velštinu a sociologii na Bangorské univerzitě. Je zastánkyní velšského jazyka a všechna svá literární díla psala tímto jazykem. Svůj první román Yma o Hyd vydala v roce 1985 (nakladatelství Y Lolfa) a následovalo jej několik dalších. Rovněž psala knihy pro děti.

## Dílo
Romány
- Yma o Hyd (1985)
- Si Hei Lwli (1991)
- Hen Fyd Hurt (1992)
- Titrwm (1994)
- Wele'n Gwawrio (2004)
- Rhagom (2004)
- Wrth fy Nagrau i (2007)

## Ocenění
- 1991 – Welsh National Eisteddfod - velšská národní medaile za prózu  Si Hei Lwli
- 1997 – Welsh National Eisteddfod  velšská národní medaile za prózu Wele'n Gwawrio
- 1994 – Cena Tir na n-Og  za prózu
- 2009 – Cena Mary Vaughan Jonesové